# Corviglia

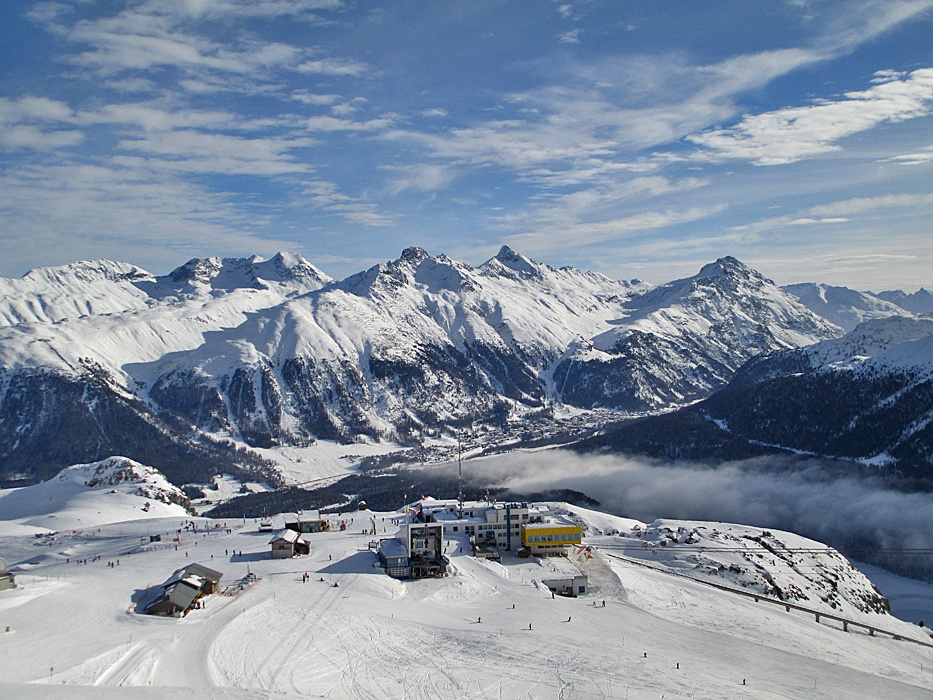
Corviglia, Bergstation

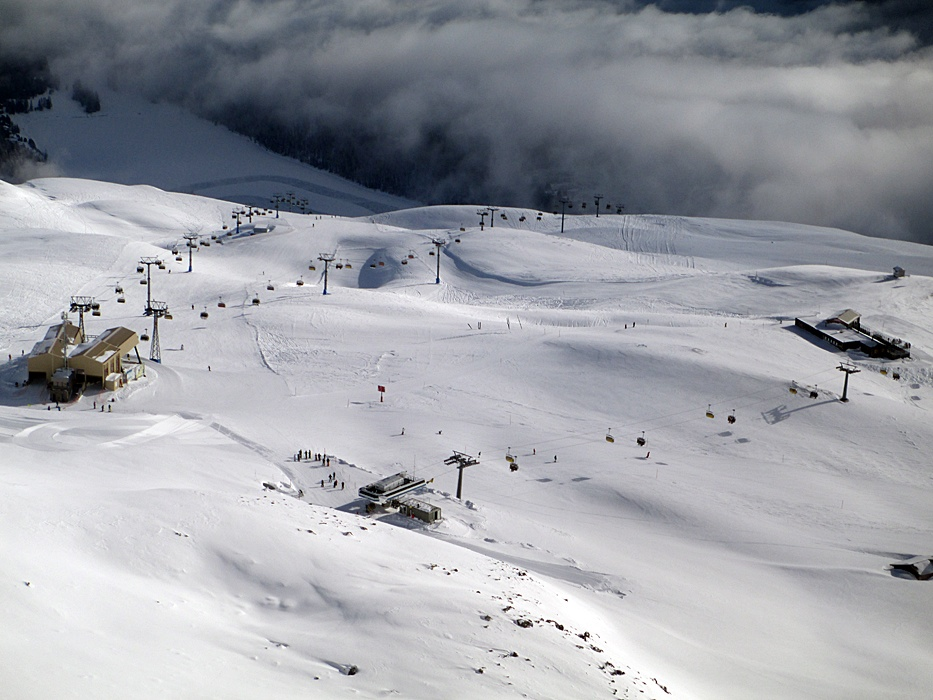
Station Munt da San Murezzan

Das Skigebiet Corviglia-Marguns-Piz Nair ist ein Skigebiet bei St. Moritz. Es umfasst 71,6 Pistenkilometer sowie über zwei Dutzend Liftanlagen. Zudem ist es im Sommer ein Wandergebiet.

## Geschichte
Die Geschichte des Skigebiets begann mit der 1913 gebauten Chantarella-Drahtseilbahn. Es folgten die Olympischen Winterspiele, die 1928 in St. Moritz stattfanden, und den Skisport dort richtig etablierte. Man baute dazu die ebenfalls 1928 eröffnete Corvigliabahn, welche die erste rein für den Skisport entwickelte Drahtseil- bzw. Bergbahn war. Ein Jahr darauf entstand in St. Moritz die erste Schweizer Skischule, die unter dem Namen The red legends bis heute existiert. In Suvretta fing 1935 mit dem Skilift Suvretta–Randolins das Skilift-Zeitalter an. So konnten die Bewohner und Gäste des Ortsteils Suvretta mit ihrem «eigenen» Skilift ins Skigebiet gelangen. Mit der Luftseilbahn Piz Nair und der 1972 erbauten Bad-Signalbahn sind die Hauptbergbahnen damit erschlossen und heute noch unverändert. Das erschlossene Gebiet wuchs, und als alles vollbebaut war, ging man von den massigen Schleppliften auf bequeme und weniger Sessellifte über, die in St. Moritz mit den sogenannten Bubbles ausgestattet sind.
Während St. Moritz der bekanntere Ort ist, macht der kleine Nebenort Celerina einen Grossteil des Skigebiets aus und teilt sich mit St. Moritz die erste Bobbahn der Welt. Der Ort erschliesst das Skigebiet mit einer modernen Gondelbahn (Celerina–Marguns) im Val Saluver, von 1958 bis 1991 eine Anlage nach dem System Bell/Wallmannsberger. Das Skigebiet wurde von den St. Moritzer Bergbahnen (SMBB) erbaut, die es auch heute noch betreibt.
Seit der Skisaison 2017/2018 akzeptieren die Bergbahnen die Bezahlung mit Bitcoins. Ein dynamisches Preismanagement gilt seit September 2018.

## Aufstiegshilfen
- St. Moritz Dorf / Chantarellabahn: Talstation (1856 m)
- St. Moritz-Bad / Signal-Bahn: Talstation (1773 m)
- Suvretta / Suvretta-Doppelsessellift: Talstation (2050 m)

- Chantarella / Corvigliabahn: Mittelstation (2005 m)
- Alp Giop / Signal-Lift: Mittelstation (2150 m)
- Trutz / Randolins: Mittelstation (2250 m)
- Corviglia / Piz-Nair-Bahn: Mittelstation (2456 m)

- Piz Nair / Piz-Nair-Bahn: Bergstation (3025 m)
- Munt da San Murezzan / Liftstation: Bergstation (2650 m)

## Abbildungen

Corviglia, historisches Luftbild von Werner Friedli (1949)
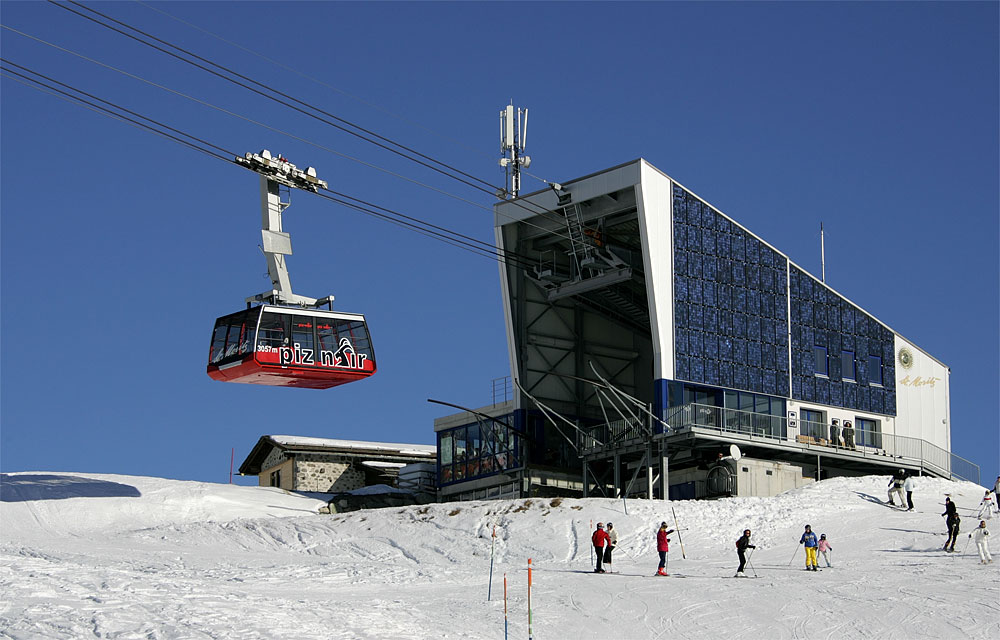
Talstation Corviglia–Piz Nair
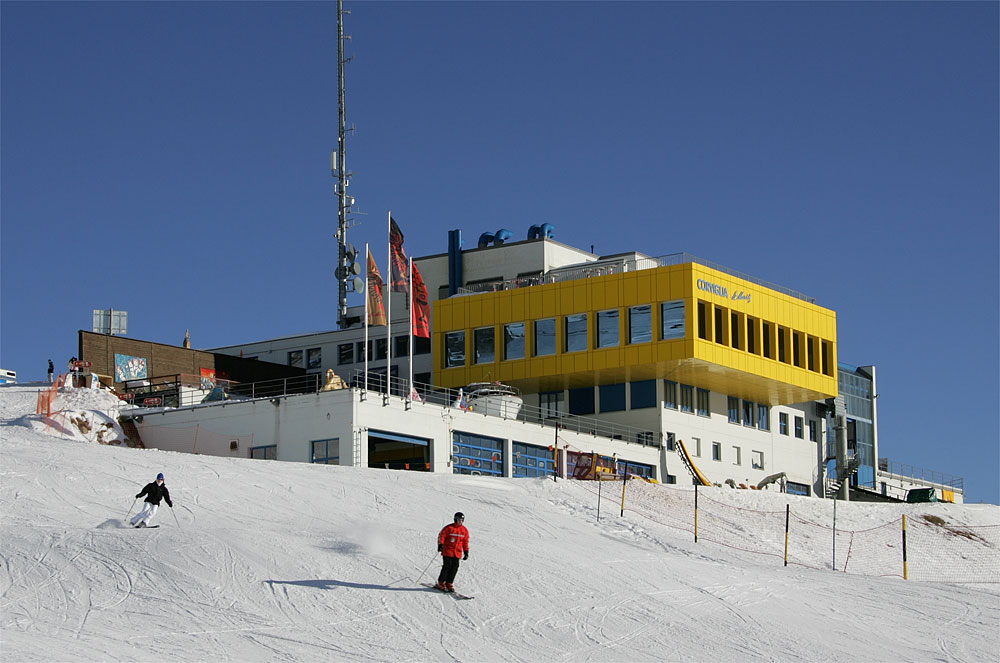
Bergstation und Restaurant Corviglia
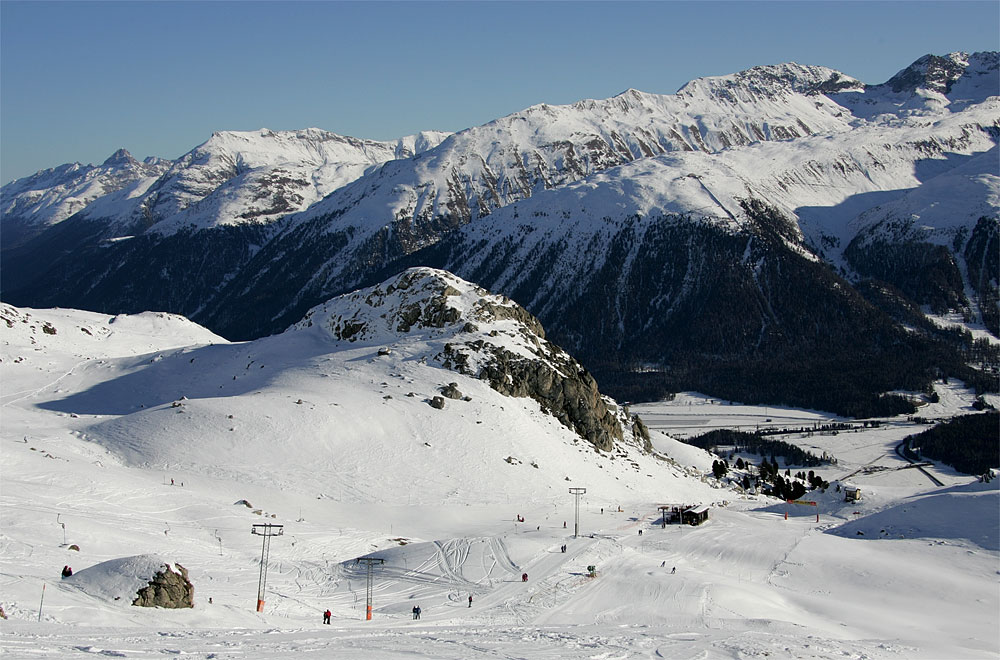
Piste und Skilift Sass Runzöl, Corviglia
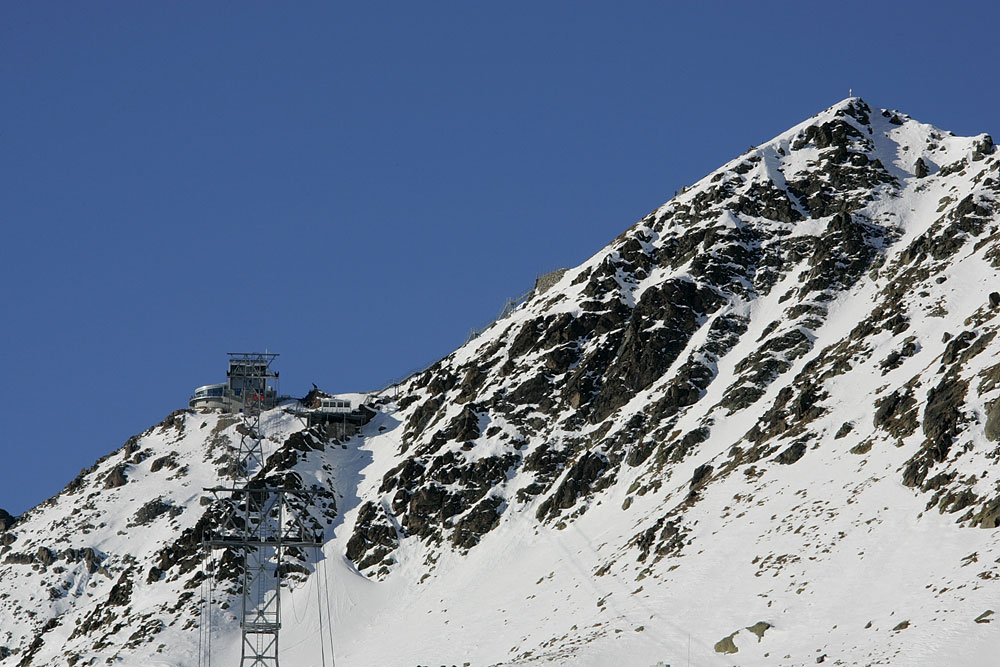
Bergstation Piz Nair